# 청면금강
쇼멘콘고(青面金剛, 청면금강)는 일본 불교의 신앙 대상의 하나다. 청면금강명왕(青面金剛明王)이라고도 불린다.
인도 유래의 불교 존상이 아니고, 중국의 도교 사상에 유래해, 일본의 민간 신앙인 경신신앙 중에서 독자적으로 발전한 존상이다. 경신강의 본존으로서 알려져 삼시를 누르는 신으로 여겨진다.

## 역사적 배경
도교에서는, 인간의 체내에는 삼시가 있어, 사람의 수면중에 그 사람의 악행을 모두 천제에 보고하러 간다고 한다.
그 때문에, 삼시가 활동한다고 여겨지는 경신의 날(60일에 한 번)의 밤은, 자서는 안 된다고 여겨져 경신의 날의 밤은 사람들이 모이고, 철야로 보낸다고 하는 「경신대」의 풍습이 있었다.
경신대는 평안 귀족의 사이에 시작해, 근세에 들어가서는, 근린의 경신강의 사람들이 모여 밤새도록 주연을 실시한다고 하는 풍습이 민간에게도 퍼졌다.

## 상용
「아미타여래집경 제구」에 의하면,
일신 인줄 따위에 드리우는 흰 무명 , 좌변의 능숙은 삼차를 파루. 서투름은 봉을 파루. 우변의 능숙은 손바닥에 한송이를 념 해, 서투름은 견색을 파루. 다른 몸은 청색, 면에 많이 입을 펴, 구아는 카미데해, 눈은 빨강 군령과 피와 같이, 면에 3눈 있어, 정상에 촉루를 대 와, 두발은 수직에 우뚝 솟아 화염의 색 여 해. 정상에 큰뱀을 감겨, 양박에 각 ,도에 거는 일용 있어.
용두는 상 향한다. 다른 상, 허리에 2대적사를 감긴다. 양각완상에 역대적사를 감겨, 파루소의 막대 모양도 역큰뱀을 감긴다. 호피를 과에 만스. 촉루의 영락, 상의 양각하에 각 ,일귀를 안않다.
다른 상의 좌우 양변에 각 ,당연히 히토토옷의 동자 만들 것. 발계모로즈미, 손에 향로를 맡아, 다른 상의 우변에, 2약차를 만든다. 1은 빨강, 1은 노랑, 칼을 맡아 색을 맡는다. 다른 상의 좌변에 2약차를 만든다. 1은 흰색, 1은 흑. 소를 맡아, 다음을 맡는다. 형상 및 모두 매우 포외할 것, 운운

라고 한다. 요약하면
3눈의 분노상으로 4비, 각각의 손에, 삼차극(삼거리가 된 창과 같은 법구), 봉, 법륜, 견색(밧줄)을 가져, 발 밑에 2마리의 마귀를 근거로 해 양쪽 겨드랑이에 2 동자와 4 도깨비를 수반한다

모습으로 나타내지지만, 일반적으로는, 발밑의 마귀를 짓밟아 6비(2, 4, 8비의 경우도 있다)로 법륜, 궁, 시, 검, 석장, 쇼케라(인간)를 가지는 분노상으로 그려지는 것이 많다.
두발의 사이에 뱀이 장시간 진을 쳐 있거나, 손이나 다리에 감기고 있는 경우도 있다. 또, 도검은 색을 목이나 가슴에 건 상도 볼 수 있다.
채색 될 때는, 그 이름과 같이 푸른 피부에 칠해진다. 이 파랑은, 석가의 전생에 관계있다고 여겨진다.
이상과 같은 모습은, 밀교의 명왕 상, 특히 군도리명왕에 통하는 것이 있다.
일본에서는 각지에 석조의 경신탑이 다수 있고, 거기에는 「보지 않고, 말하지 않고, 듣지 않는다」의 삼원상과 함께 청면금강상이 나타내지고 있는 예가 많다. 목조의 고례로서는, 나라, 도다이사의 목조 청면금강 입상(중요문화재, 도쿄 국립 박물관에 기탁 출품중)이 저명하다.

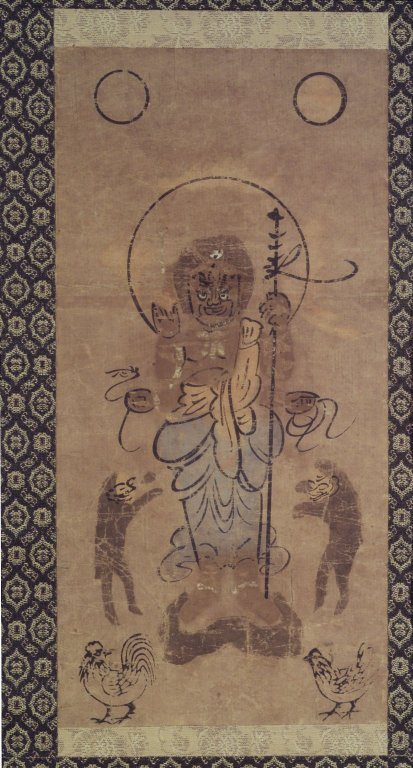
에도시대의 족자화. 청면금강을 중앙에, 일월, 이원이계를 따르게 하고 있다.
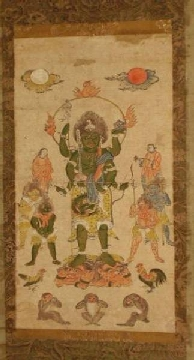
이쪽은 일월, 이동자, 사귀신, 이계, 거기에 「보지 않고, 말하지 않고, 듣지 않는다」의 이른바 삼원을 배치.
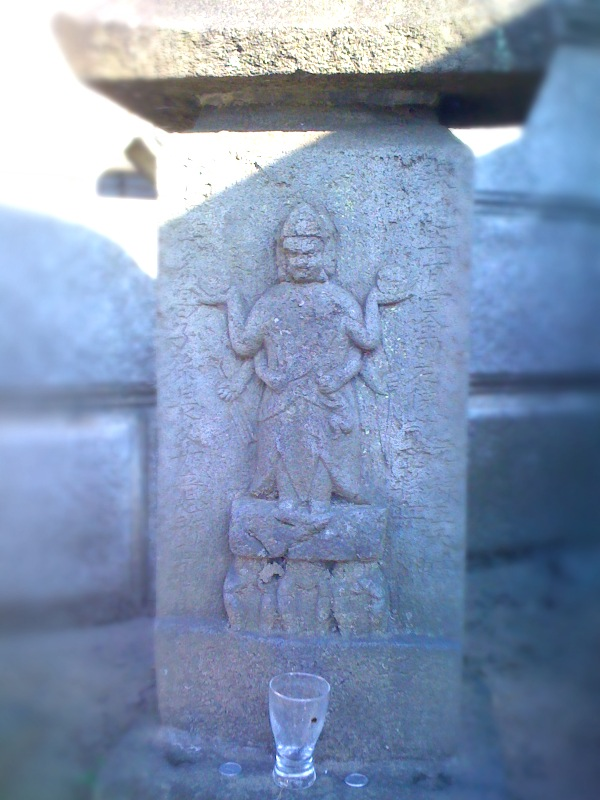
청면금강을 본뜬 경신탑. 지바현 나라시노시.
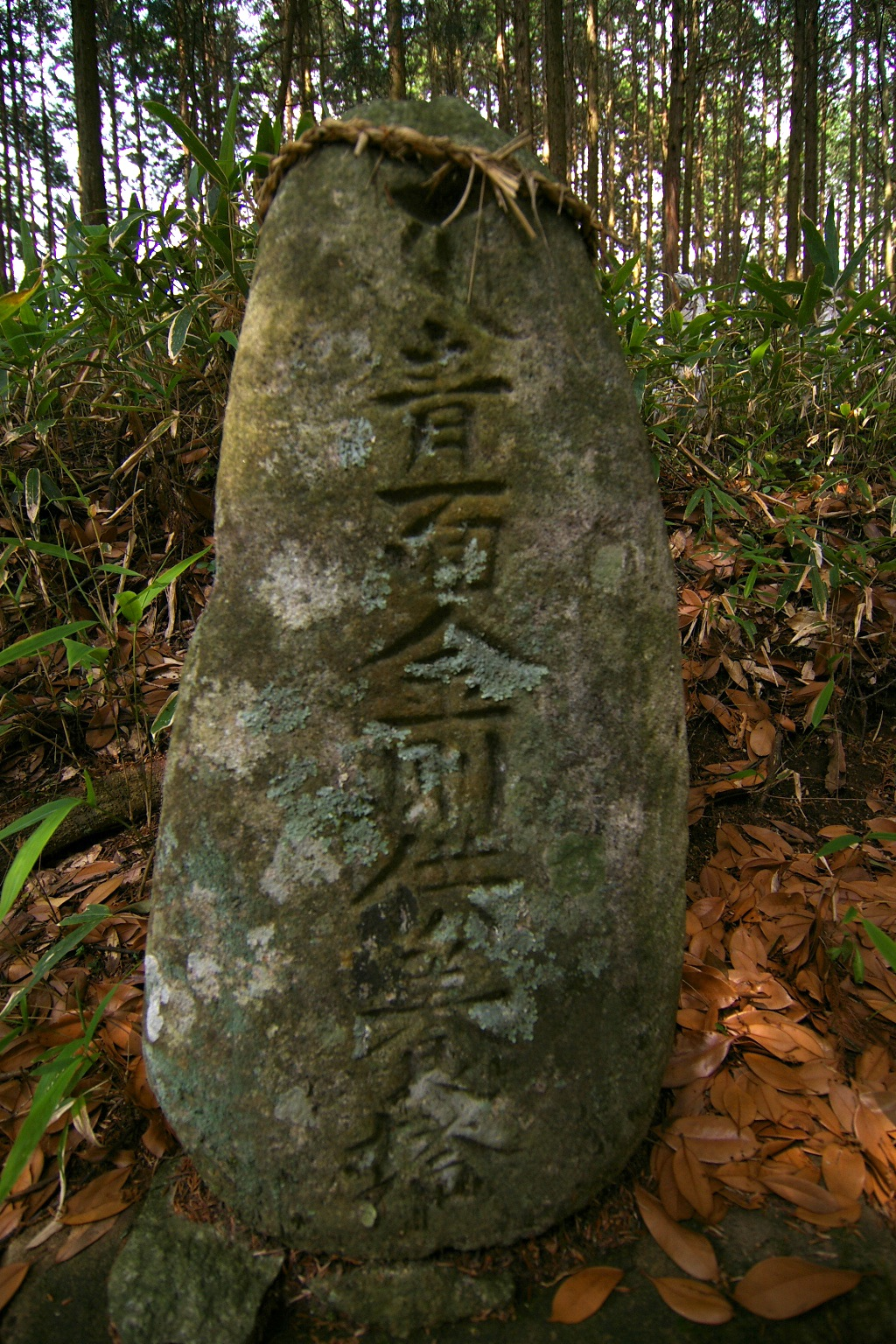
청면금강 공양탑
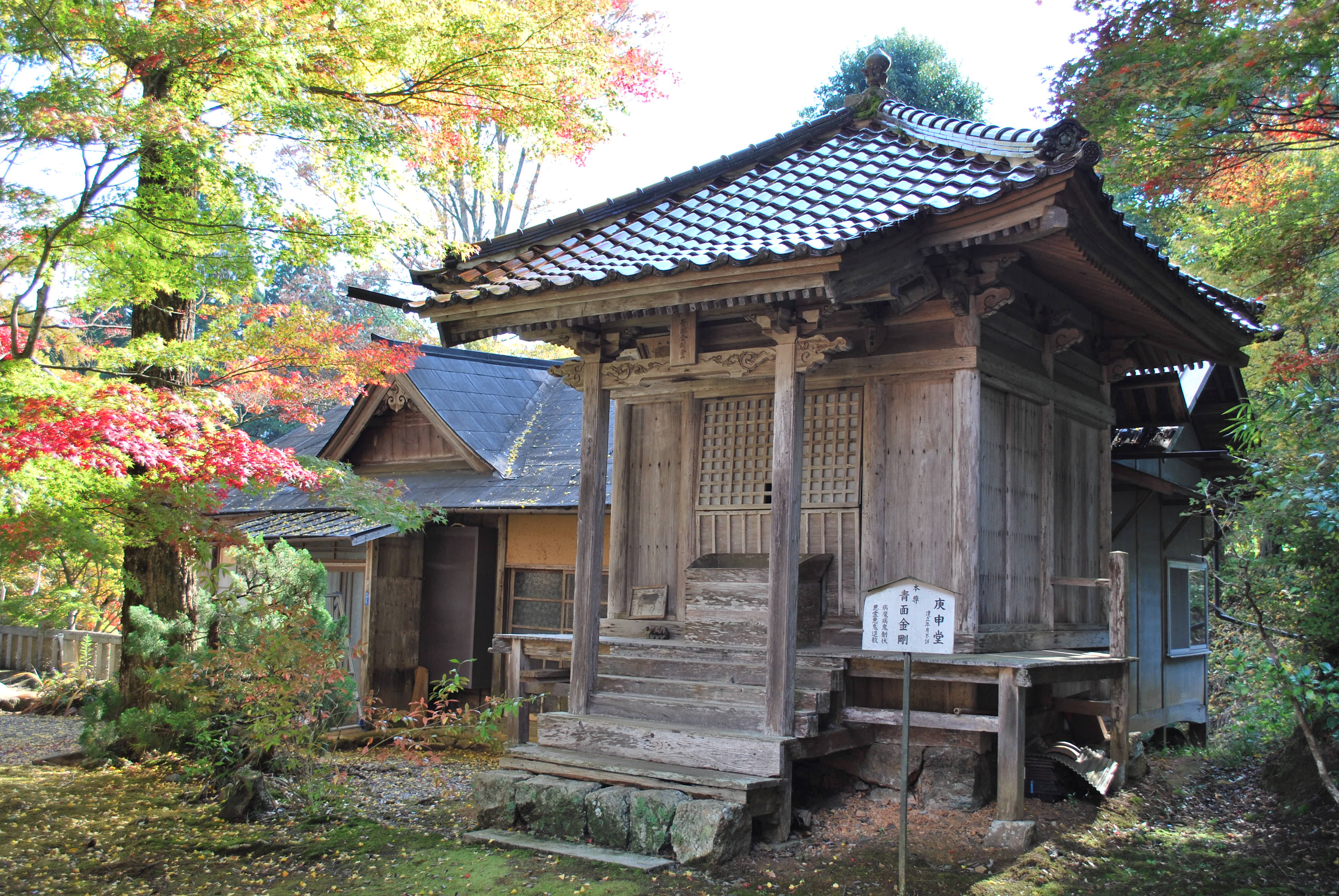
청면금강을 모시는 경신당의 예. 오카야마현, 목산사.

## 진언
온　데이바　야키샤　반다　반다　카카카카　소와카
(Oṃ deva yakṣa vandha vandha ha ha ha ha svāhā)

## 관련 사항
- 경신신앙
- 삼원